# Tarifverbund Jura

Logo Vagabond

Der Tarifverbund Jura, auch bekannt unter dem Namen Tarifverbund Vagabond, ist ein Tarifverbund für Abonnemente in der Schweiz. Dieser Tarifverbund umfasst den Kanton Jura. Insgesamt werden rund 90'000 Person bedient.

## Tarifpartner

### Bus
- CarPostal, Region Jura
- Chemins de fer du Jura

### Bahn
- Schweizerische Bundesbahnen - S3 (Basel-)Delsberg-Pruntrut - RE (Biel/Bienne-)Delsberg-Pruntrut-Delle
- Chemins de fer du Jura